# Nessa (Mythologie)
Nessa, auch Nesa, Ness oder Nes ist der Name einer Sagengestalt aus dem Ulster-Zyklus der keltischen Mythologie Irlands.

## Mythologie
Nessa ist eine Königstochter und die Mutter Conchobar mac Nessas. Einst fragt sie (in der Erzählung Compert Conchobuir, „Conchobars Zeugung“) den Druiden Cathbad, wozu dieser Tag besonders gut sei und seine Antwort lautet: „Ein guter Tag für eine Königin, einen König zu zeugen!“ Da kein anderer Mann in der Nähe ist, nimmt sie ihn in ihr Schlafgemach und zeugt mit ihm Conchobar.
In einer anderen Version wird sie von 12 Ziehvätern erzogen und erhält den Namen Assa („sanft“), da sie ein völlig problemloses Kind ist. Cathbad wird hier sowohl als Druide, als auch als Anführer einer Fianna genannt, der mit seinen Kriegern das Haus überfällt und alle 12 Männer ermordet. Assa gründet nun eine eigene Fianna und kämpft gegen Cathbad, deshalb wird sie nun Ni-Assa („nicht sanft“), kurz Nessa genannt. Doch Cathbad besiegt, vergewaltigt und schwängert sie und zwingt sie, seine Frau zu werden. Als er sie eines Tages auffordert, ihm Wasser zu bringen, findet er im Gefäß zwei Würmer. Er lässt Nessa selber trinken, sie wird von den Würmern schwanger und gebiert Conchobar. Bei seiner Geburt hat er die zwei Würmer in den Fäusten.
Der König Fergus mac Róich von Ulster verliebt sich in Nessa und sie stimmt einer Verbindung zu, falls er ein Jahr lang Conchobar an seiner Stelle Herrscher sein lasse. Da Fergus glaubt, dies sei nur nominell gemeint, ist er einverstanden, aber Nessa versteht es, ihren Sohn bei den Ultern so beliebt zu machen, dass sie ihn statt Fergus für immer als König wählen.
Nessa ist auch die Mutter von Finncháem, Elbha und Deichtire.